# Xian autonome mandchou de Benxi
Le xian autonome mandchou de Benxi (本溪满族自治县 ; pinyin : Běnxī mǎnzú Zìzhìxiàn) est un district administratif de la province du Liaoning en Chine. Il est placé sous la juridiction de la ville-préfecture de Benxi.

## Démographie
La population du district était de 297 882 habitants en 1999.